# Ellerman-Bombe
Die Ellerman-Bombe (englisch Ellerman bomb) ist ein Phänomen in der  Sonnenatmosphäre, es ist nach dem US-amerikanischen Astronomen Ferdinand Ellerman benannt.

## Beschreibung
Bei den Ellerman-Bomben handelt es sich um kurzlebige (10 bis 20 Minuten) und räumlich begrenzte (1,1 bis 1,8 Bogensekunden) helle Emissionen, die Ellerman 1917 am Mount-Wilson-Observatorium an den Ausläufern der H-alpha-Linie entdeckt und näher untersucht hatte. Daher tragen sie den Namen Ellerman-Bombe, obwohl dieses Phänomen schon 1900 von Walter M. Mitchell am Harvard-College-Observatorium beschrieben worden war.
Die Ellerman-Bomben treten in der unteren Chromosphäre in Verbindung mit Sonnenflecken auf, sie finden sich zwischen Sonnenfleckengruppen in den äußeren Rändern der Penumbra-Bereiche. Der sowjetische Astronom Andrei Borissowitsch Sewerny konnte diesen Effekt am Krim-Observatorium nicht nur bei der H-alpha-Linie, sondern auch bei anderen Linien der Balmer-Serie bis H10 nachweisen sowie bei Linien anderer Elemente, er nannte das Phänomen Moustache.
Der physikalische Mechanismus der Ellerman-Bomben ist noch nicht vollständig verstanden, allerdings scheinen magnetische Effekte im Zusammenhang mit Sonnenflecken eine wichtige Rolle zu spielen. In Aschwanden (2019) werden drei mögliche Magnetfeldkonstellationen diskutiert, die als Ursache in Frage kommen könnten.